# درن‌اشتاینفورت
شهر درن‌اشتاینفورت در ایالت نوردراین-وستفالن در کشور آلمان واقع شده است.

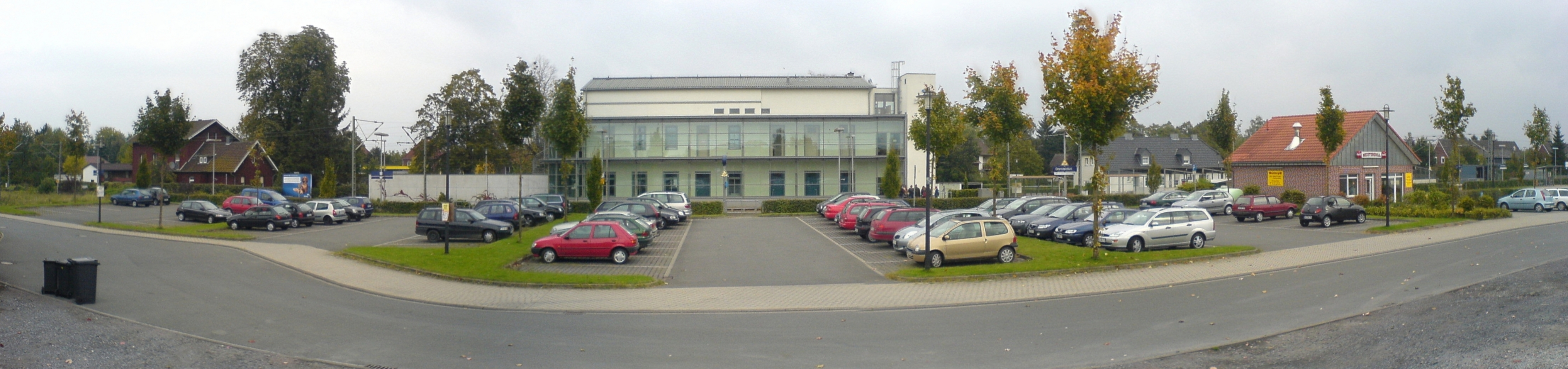
نمایی از ایستگاه راه‌آهن درن اشتاینفورت